# Georges Albenque
Georges Albenque (né le 24 octobre 1877 à Paris, où il mort le 10 février 1963) est un architecte ayant notamment travaillé pour l'Office public des habitations à bon marché (OPHBM) de la Seine avec son associé Eugène Gonnot dans la première moitié du XXe siècle.

## Biographie
Jean Georges Albenque est né à Paris XIVe en 1877. Ses parents étaient charbonniers.
Il fut l’élève de Louis Thalheimer, architecte à Montrouge, en 1895, puis d'Edmond Paulin à partir de 1896. Il est admis à l’école des Beaux-Arts de Paris en 2e classe en 1897, lors de sa troisième tentative. Il intègre la 1re classe en 1902. Il en sort diplômé en 1907, avec comme sujet d’étude : « Une maison de rapport ».
Ses lieux de travail furent les suivants :
- Son agence personnelle au 15, rue Soufflot, Paris Ve, en 1911 au moins ;
- Son agence personnelle au 22, rue Pierre-et-Marie-Curie, Paris Ve, de 1911 à 1949 ;
- Les bureaux de l’OPHBM de la Seine entre 1914 et 1936 ;
- Probablement l’agence de Henri Thalheimer, à Montrouge, auquel il fut associé de 1936 à 1949[2].

Il devint architecte voyer adjoint de la Ville de Paris en 1906, attaché comme stagiaire au XIIe arrondissement en 1909, et nommé architecte voyer divisionnaire en 1931. Il fut associé à Eugène Gonnot au sein de l’OPHBM de la Seine entre 1914 et 1921.

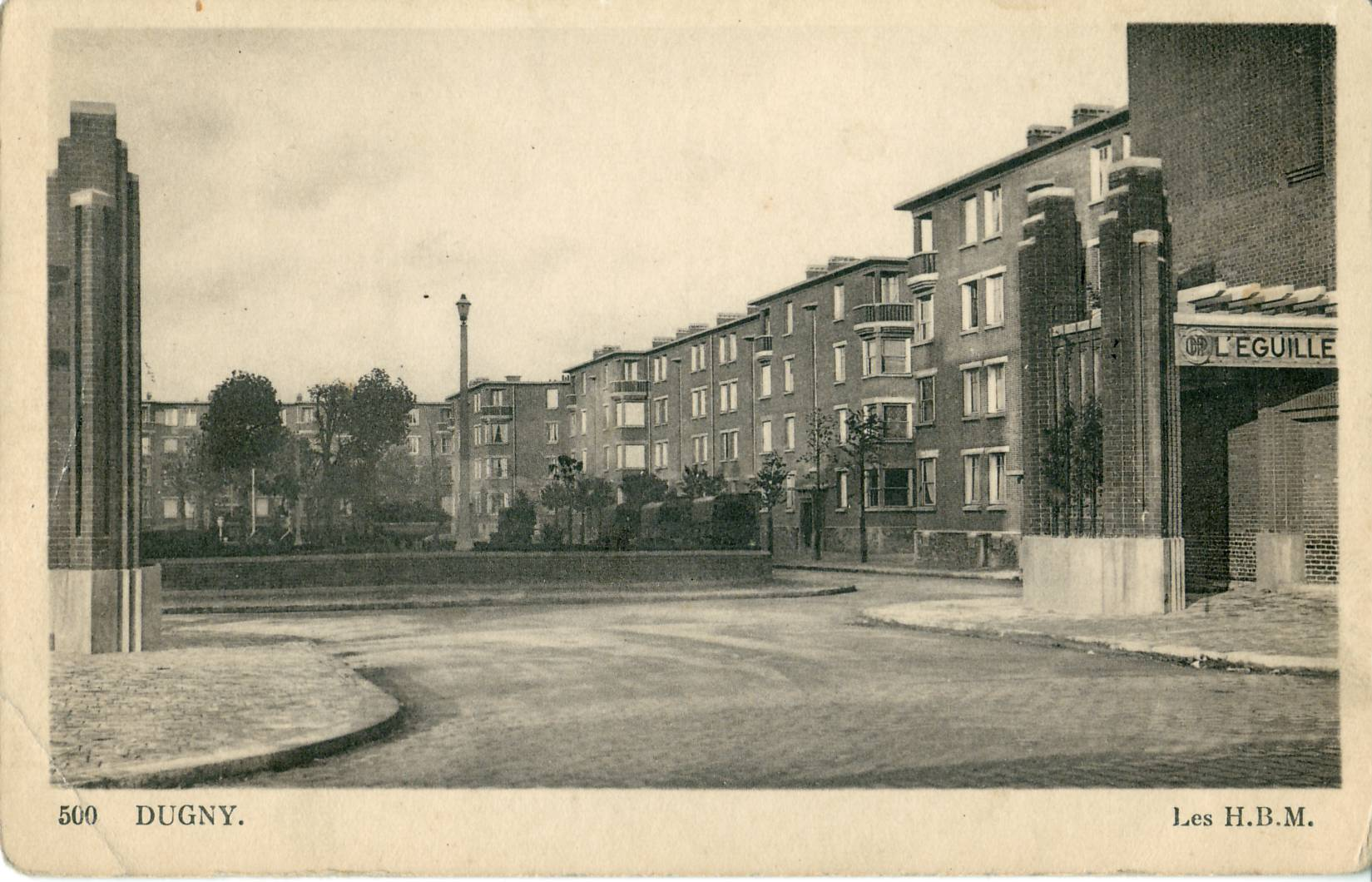
La cité de l'Eguillez édifiée en 1932 par les architectes Georges Albenque et Eugène Gonnot pour l'Office public d'HBM de la Seine.
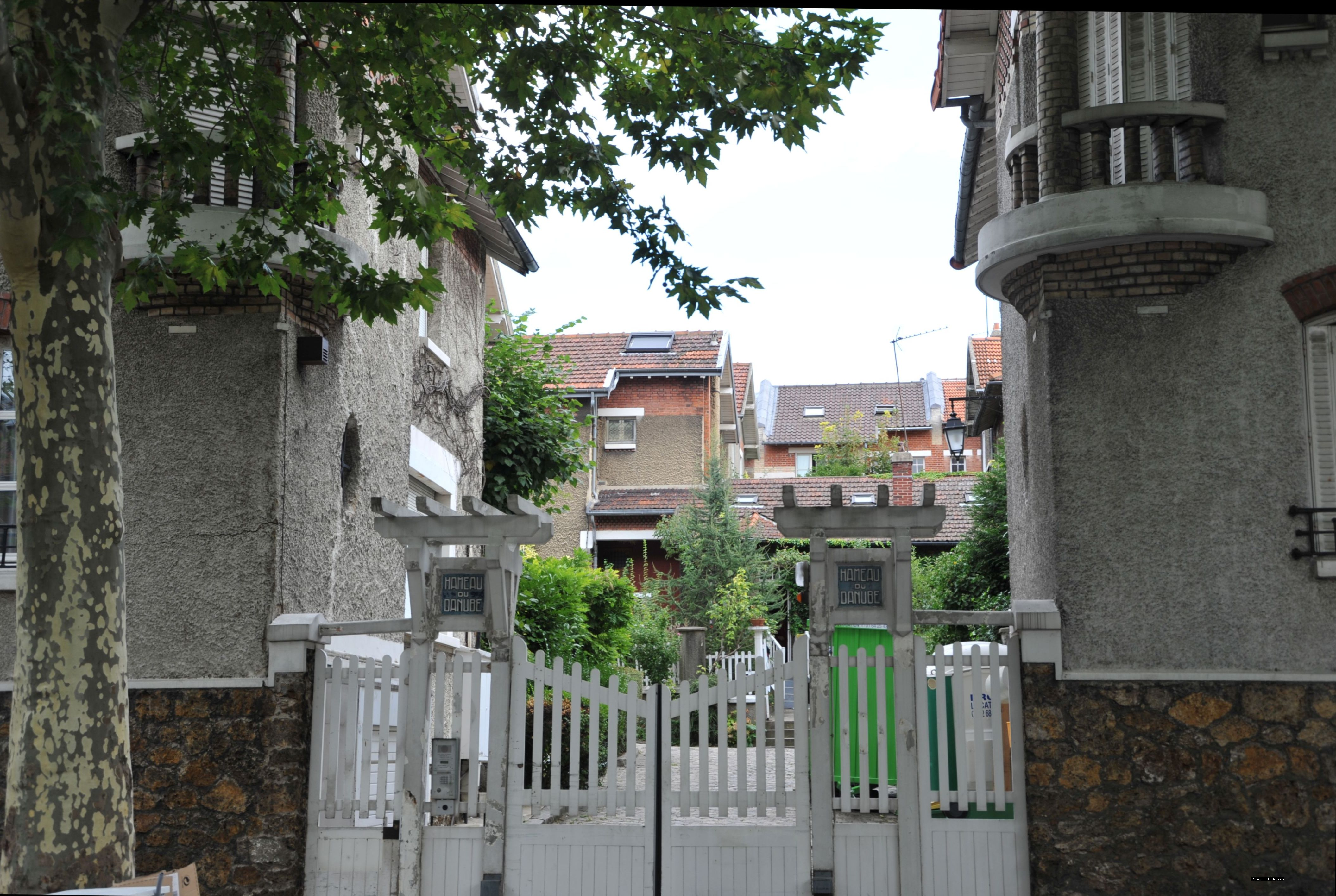
Hameau du Danube, Belleville, Paris, construit en 1923-1924 par les architectes Eugène Gonnot et Georges Albenque, sa facade a été primée au concours des façades de 1926. Il comprend 28 logements.

Il devint membre de la Société des Architectes Diplômés par le Gouvernement (SADG) dès ses débuts en 1907, et le resta jusqu’à la fin de son activité. Il s’inscrivit à l’Ordre des architectes en 1943, qui rassembla la SADG et la Société Centrale des Architectes (SCA) sous le gouvernement de Vichy.
Il habitait rue Friant dans le XIVe arrondissement de Paris[réf. nécessaire].
Mobilisé pendant la Première Guerre mondiale, il obtint la médaille militaire, la Croix de guerre 14-18 et fut fait chevalier de la Légion d’honneur.
Il cessa son activité d’architecte en 1962 et mourut en 1963 en un lieu inconnu.

## Réalisations en association avec Eugène Gonnot
- Ensemble d'immeubles HBM rue Henri Becque (1921-1922), Paris XIIIe[3];
- Ensemble d'immeubles HBM rue Ernest et Henri Rousselle (1921-1922), Paris XIIIe[4];
- Ensemble d'immeubles HBM rue Larrey (1921-1922), Paris Ve ;
- Cité-jardin de Stains (1921-1933), site inscrit[5] ;
- Sanatorium (1924-1925 et 1930-1932), Saint-Martin-du-Tertre;
- Maison d'Eugène Gonnot (1925), place Jules-Ferry, Montrouge[6];
- Immeubles d'habitation (1930), place Jules-Ferry, Montrouge[7];
- Cité-jardin de Dugny l'Éguiller (1932-1933 et 1952)[8];
- Cité-jardin de Vitry-sur-Seine (1935-1936) ;
- Immeubles d'habitation (1937), avenue Rouget de L'Isle ; 1 à 20, avenue Albert-Thomas à Vitry-sur-Seine[9];
- Magasin et bureaux d’imprimerie pour les éditions Ferenczi, 9 rue Antoine-Chantin (1914-1915), Paris XIVe[10];
- Hameau du Danube, Paris 19e.

## Réalisations en association avec Henri Thalheimer
- 8 pavillons 27 à 35 avenue de la Marne (1925-1926) à Montrouge[réf. nécessaire] ;
- Atelier d'imprimerie au 272 avenue Pierre-Brossolette (1927-1927) à Montrouge, détruit ;
- Immeuble bourgeois (1930-1931) à Montrouge, non localisé ou détruit ;
- Usine de confection des Etablissements Halimbourg-Akar (1925-1926), Lens, non localisée ou détruite[réf. souhaitée].

## Réalisations en association avec André Bérard
- Mairie et école, réhabilitation (1923-1926), Gandrû[11].

## Réalisations personnelles
- Trois immeubles bourgeois aux 11, 13, 15 rue de la Cité Universitaire (1910-1911), Paris XIVe ;
- Quatre immeubles bourgeois aux 1,3,4,5 rue Bruller (1910-1913), Paris XIVe;
- Hôtel meublé, 18 rue de Laghouat(1911-1912), Paris XVIIIe[réf. souhaitée].